# Eorpwald dell'Anglia orientale
Eorpvaldo in inglese Eorpwald (... – 627 circa) fu re dell'Anglia orientale dal 624 fino alla sua morte.
Era figlio di Rædwald e ricevette un'educazione cristiana e i sacramenti] (per lo meno il battesimo e la comunione) per se stesso e per conto del suo regno o della sua nazione, divenendo il primo monarca inglese a essere ucciso per la sua fede cristiana, sebbene il vero motivo del suo assassinio fu probabilmente più politico che religioso. La fonte principale per la vita di Eorpwald è l'Historia ecclesiastica gentis Anglorum di san Beda (II,15).

## Biografia
Eorpwald, figlio di Raedwald (fratello maggiore di Eni), sarebbe stato fratello minore di Raegenhere, che fu ucciso nella battaglia al fiume Idle (616). Si è quindi poi dedotto che Eorpwald fosse il figlio minore di Raedwald e che divenne erede del regno di Raedwald dopo la morte di Raegenhere. Nell'ultima parte del suo regno (616-624), Raedwald non fu l'unico re degli angli orientali, ma raggiunse un grande potere tanto che in seguito fu definito bretwalda. Il raggiungimento di questa posizione dipende dal fatto che egli si mantenne fedele a Edwin della Northumbria quando questi, dopo essere stato da lui ospitato e protetto durante l'esilio, riconquistò il potere nella Deira e si impossessò della Bernicia.
Subito dopo la morte di Raedwald, che una serie tarda di annali colloca nel 624, Edwin di Northumbria sposò la sorella del sovrano cristiano Eadbald del Kent, Etelburga. In seguito a un attentato contro di lui da parte dei sassoni dell'ovest, la cui casa regnante aveva antichi legami con quella della Bernicia, Edwin li annientò con una spedizione militare. Accettò poi di ricevere gli insegnamenti del cristianesimo e si fece battezzare insieme ad altri membri della sua famiglia e della corte da Paolino di York, un membro della missione evangelizzatrice mandata in Inghilterra da papa Gregorio Magno.
Edwin e Paulino intrapresero la conversione del popolo della Northumbria, di quello del Lindsey (Lincolnshire) e di quello dell'Anglia orientale. Il patronato della Chiesa aiutò Edwin a consolidare ed estendere il suo potere sui vari sovrani e regni inglesi e va anche detto che fino al suo scontro finale contro Cadwallon ap Cadfan del Gwynedd (632-663, egli tenne anche sotto il suo potere i Gallesi.
Su suggerimento di Edwin Eorpwald, insieme al suo regno, accettò la fede cristiana e ricevette i sacramenti. Non si sa quando ciò avvenne, di certo non quando era vivo il padre e neppure al momento della sua ascesa al potere, ma è molto probabile che Edwin, ora sovrano più potente d'Inghilterra, sostenne questo battesimo. La conversione portò a un'ulteriore estensione nell'area orientale tra la Northumbria e il Kent del controllo e del potere dei sovrani cristiani alleati di Edwin, con la sola eccezione dei sassoni dell'est.
Non molto dopo la sua conversione, Eorpwald fu ucciso da un pagano di nome Ricberht. Non si conoscono le circostanze del fatto, così come non si sa se Ricberht facesse parte di una corrente dell'East Anglian che si opponeva al sovrano cristiano o se fosse un emissario di qualche potere esterno che sperava con questo assassinio di diminuire l'influenza di Edwin.
Secondo Beda, dopo la morte di Eorpwald il regno ricadde nel paganesimo per tre anni, anche se ciò non comporta necessariamente un conflitto aperto tra sostenitori degli dei pagani e quelli del Cristo, ma potrebbe comunque esprimere l'esistenza di un conflitto politico tra due opposte parti. Non si sa se i tre anni di cui parla Beda corrispondano davvero, come molti hanno sostenuto, a un effettivo regno di Ricberht, anche se il fatto che il suo nome venga ricordato dalle fonti, sebbene quelle di questo periodo sulla storia dell'Anglia orientale sia davvero frammentaria, indica che egli era un personaggio di una certa importanza.